# Segundo grado (educación)
Segundo Grado o Segundo Curso es un año de la educación primaria en la República Argentina y en muchos países del mundo. Segundo grado es el segundo año de la escuela, después de primer grado . Los estudiantes de este grado escolar, tienen tradicionalmente entre 7 y 8 años de edad, dependiendo en que mes del año se produce su cumpleaños.

## Programa de estudio
- Matemáticas, se estudian números de varias cifras, se enseña a escribirlos, a nombrarlos, orden y comparación. Se realiza el aprendizaje en operaciones de suma, resta, multiplicación y división. Comparación de unidades de medida y figuras geométricas.[5]

- Lengua, principalmente el aprendizaje de aprender a leer y escribir, ortografía y gramática, investigación de textos.

- Ciencias Sociales, estudio de como se fabrican los bienes industriales, transporte y su interrelación social, entre zonas rurales y urbanas, la existencia de distintos grupos de personas en el mundo, costumbres, intereses y orígenes.

- Ciencias Naturales, las distintas especies de seres vivos, características y hábitat. Desarrollo del cuerpo humano, prevención de enfermedades. Los materiales y sus características.